# EN234-6
A EN234-6 é uma estrada nacional que integra a rede nacional de estradas de Portugal. Liga o IC12 (saída 1), em Rojão Grande (município de Santa Comba Dão), a Tábua. Em Tábua, a N234-6 liga-se à N337, uma estrada que termina no IC6, em Candosa. Portanto, em conjunto, a N234-6 e a N337 permitem assegurar uma ligação entre o IP3, o IC12 e o IC6 ao longo da zona sul do distrito de Viseu e da zona norte do distrito de Coimbra.

## Estado dos Troços
| Troço                                       | Estado (2018)        | km |
| ------------------------------------------- | -------------------- | -- |
| Rojão Grande ( IC 12 ) – São João de Areias | Em serviço (1997)    | 4  |
| São João de Areias – Tábua (N337)           | Em serviço (c. 1980) | 1  |

## Nós de Ligação

### Rojão Grande - Tábua
| Saída                       | km | Destinos                                    | Estrada que liga |
| --------------------------- | -- | ------------------------------------------- | ---------------- |
|                             | 0  | Viseu / Coimbra Carregal do Sal             | IC 12            |
| Entroncamento               | 0  |                                             | M234             |
| 2                           | 1  | São Miguel Cancela São João de Areias Hotel | M234             |
| 3                           | 4  | São João de Areias                          | M234-6           |
| Ponte de São João de Areias |    |                                             |                  |
|                             | 5  | direção Tábua                               | N337             |